# Neotheronia lizanoi
Neotheronia lizanoi là một loài tò vò trong họ Ichneumonidae.